# 5,7 × 28 mm
 (juillet 2008).
Si vous disposez d'ouvrages ou d'articles de référence ou si vous connaissez des sites web de qualité traitant du thème abordé ici, merci de compléter l'article en donnant les références utiles à sa vérifiabilité et en les liant à la section « Notes et références ».

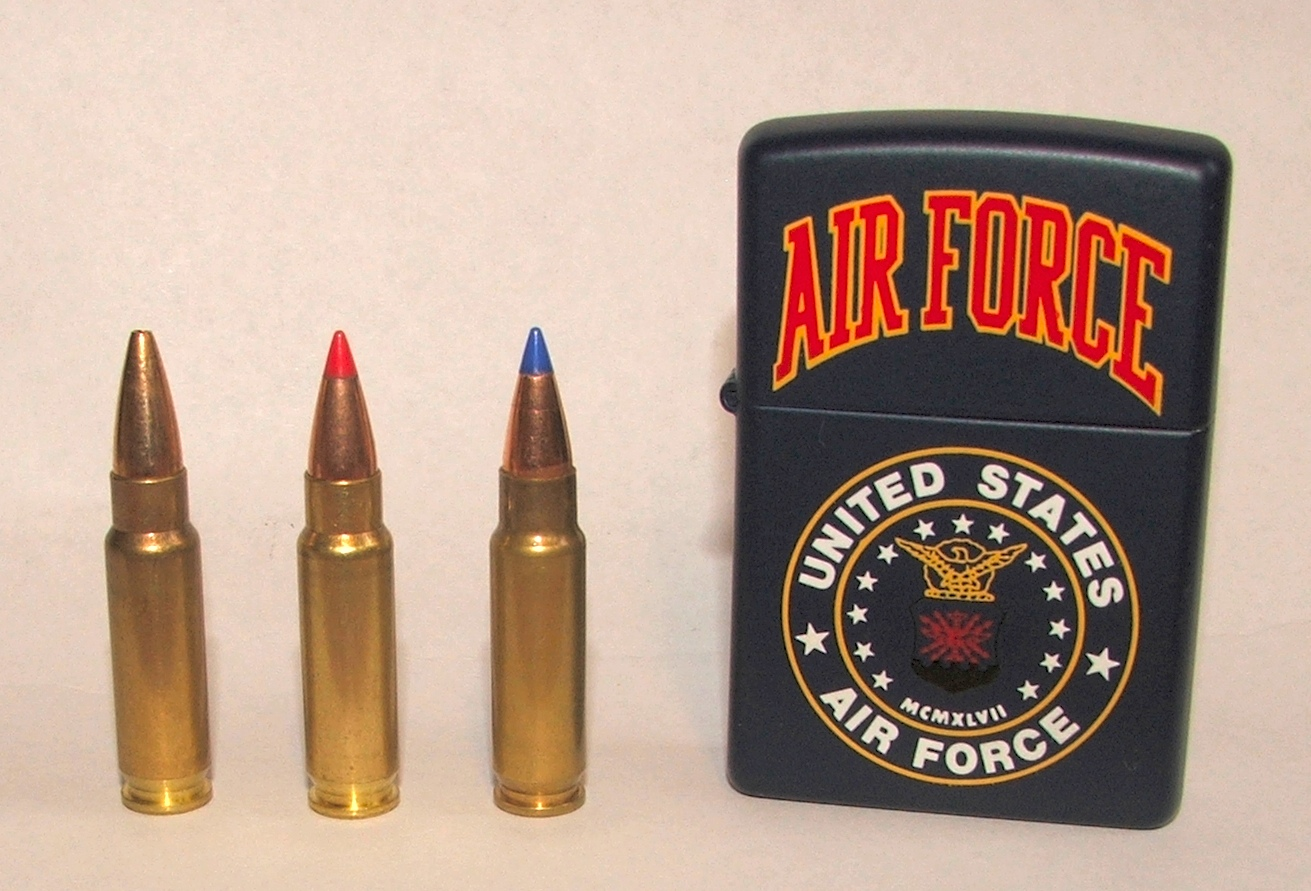
3 différentes cartouches de 5,7 × 28 mm destinées au marché civil. De gauche à droite : SS195LF, SS196SR et SS197SR

Le 5,7 × 28 mm est un calibre de cartouche développé par FN Herstal pour le FN P90 et le FN Five-seveN. Elle est destinée à engager des cibles jusqu'à 200 mètres et à perforer les protections individuelles comme les gilets pare-balles ou les casques. Sa légèreté lui permet de perdre rapidement son énergie lors d'un impact, ce qui limite les risques de surpénétration et les dommages collatéraux qu'ils impliquent. 
La munition peut également être utilisée avec l'AR-57.
ST Kinetics affirme que la conception de leur ST Kinetics CPW — chambré en 9 × 19 mm Parabellum — permet une conversion de ce dernier en calibre 5,7 × 28 mm.
Le 25 février 2021, le 5,7 × 28 mm est adopté par l'OTAN et est normalisé dans le STANAG 4509.

## Description
Il s'agit d'une munition intermédiaire, plus légère et rapide qu'une munition d'arme de poing, développée dans le but de répondre au programme de recherche CRISAT.
Sa forme est similaire à celle des munitions de fusils d'assaut (douille tronconique à balle pointue) sans cependant en avoir la puissance et le recul.
À titre de comparaison, elle est approximativement deux fois plus légère qu'une 9 mm Parabellum tout en étant plus courte qu'une 5,56 mm OTAN ce qui permet au FN P90 d'être doté d'un chargeur de 50 coups au lieu des 30 coups généralement observés sur les pistolets mitrailleurs et les fusils d'assaut.
Elle développe un faible recul soit 1,43 kgm/s contre environ 4 kgm/s pour le 5,56 mm OTAN et 2,8 kgm/s pour le 9 mm Parabellum. Ce faible recul permet un tir plus rapide et plus contrôlable, notamment en automatique. Il peut également être mis en œuvre dans des armes plus légères.
Son énergie cinétique est en revanche comparable à celle du 9 mm parabellum (494 joules pour une munition standard tirée d'une arme de poing contre 529 joules pour le 5,7 × 28 mm standard) et nettement inférieure à celle d'une 5,56 mm OTAN (1 767 joules). 
Outre le FN P90, le 5,7 × 28 mm est également tiré depuis un pistolet semi-automatique, le Five-SeveN. Ce dernier tirant parti des qualités de la 5,7 × 28 mm est à la fois léger et doté d'un chargeur de grande capacité (20 coups).

## Variantes
FN Herstal propose différents types de munitions réelles en calibre 5,7 × 28 mm , frangibles et à blanc utilisable uniquement dans le FN P90
Pour le marché civil US, la filiale FN AMERICA a développé d'autres munitions tel que les SS198, SS195 et SS197
La munition est également produite par d'autres constructeurs.
La société UTM a également développé des munitions d'entrainement de type marqueuse 5.7mm MMR et non marqueuses 5.7mm NMR, ces munitions nécessitent un kit d'adaptation de l'arme .

### SS190 - standard (Ball)

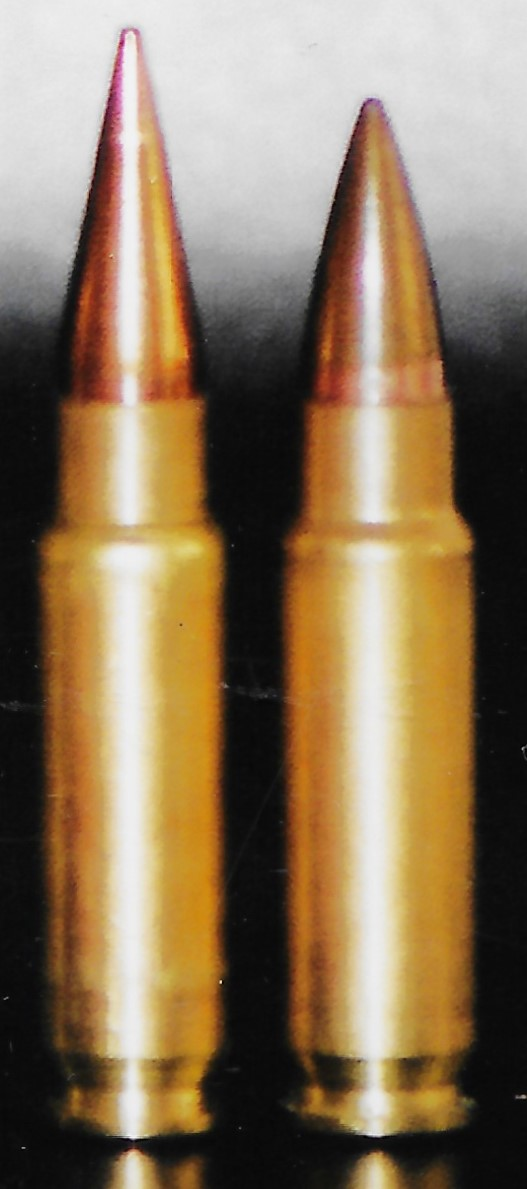
Comparaison entre la SS90 et la SS190

Il s'agit de la munition standard, généraliste. Ses qualités balistiques et son projectile chemisé offrent une bonne capacité de perforation répondant à un usage tactique pour lequel il faut être en mesure de passer au travers de protections individuelles ou d'obstacles (porte, cloison, barricade de fortune), et où le pouvoir d'arrêt n'est pas fondamental.
- balle : chemisée
- couleur d'identification : néant
- poids de la cartouche : 6,4 g
- poids de la balle : 2 g
- vitesse initiale P90 : 715 m/s
- vitesse initiale Five-Seven : 650 m/s

Le premier prototype de la munition standard était la SS90, celle-ci ne permettait pas d'obtenir les effets recherchés et a donc rapidement évolué vers la SS190 plus performante et 3mm plus courte 
|                         | SS90                     | SS190                          |
| Poids du projectile     | 1,5 g noyau en composite | 2 g noyau en acier + aluminium |
| Vitesse initiale        | 850 m/s                  | 750 m/s                        |
| longueur de la munition | 43,5 mm                  | 40,5 mm                        |

### L191 -balle traçante
Les balles traçantes sont munies d'un dispositif pyrotechnique émettant de la lumière tout au long de la trajectoire vers la cible. Généralement panachées dans un chargeur avec des balles conventionnelles, elles permettent au tireur de visualiser la trajectoire du tir afin d'améliorer sa visée mais aussi de désigner une cible aux unités amies ou encore d'effectuer des coups de semonce plus explicites.
- balle : traçante
- couleur d'identification : pointe rouge
- poids de la cartouche : 6,4 g
- poids de la balle : 2 g
- vitesse initiale P90 : 715 m/s
- vitesse initiale Five-Seven : 650 m/s

### Sb 193 - subsonique
Ces balles plus lourdes et plus lentes ont une performance balistique dégradée par rapport au SS190 mais leur vitesse initiale inférieure à celle du son permet de les tirer depuis une arme équipée d'un silencieux. Il s'agit donc d'une munition réservée aux opérations commando et aux groupes d'intervention.
- balle : chemisée
- couleur d'identification : pointe blanche
- poids de la cartouche : 7,6 g
- poids de la balle : 3,6 g
- vitesse initiale P90 : 320 m/s
- vitesse initiale Five-Seven : 305 m/s

### SS192 - expansive
La balle de cette munition est dotée d'une tête molle qui se déforme à l'impact augmentant ainsi sa surface frontale. Ce processus augmente son pouvoir vulnérant et par voie de conséquence son pouvoir d'arrêt mais diminue ses capacités de perforation, ce qui pour une utilisation par des groupes d'intervention en milieu civil permet d'améliorer l'efficacité de l'arme et de limiter encore plus les risques de surpénétration.
- balle : tête creuse
- couleur d'identification : pointe verte
- poids de la cartouche : 6,15 g
- poids de la balle : 1,8 g
- vitesse initiale P90 : 705 m/s
- vitesse initiale Five-Seven : 640 m/s

## Légalité
La munition de 5.7×28mm est prohibée pour les civils de son pays d'origine, la Belgique, bien que ceux-ci puissent légalement détenir des calibres plus puissants comme le 5,56 × 45 mm OTAN.